# Dichaetanthera rhodesiensis
Dichaetanthera rhodesiensis är en tvåhjärtbladig växtart som beskrevs av Abílio Fernandes och Rosette Mercedes Saraiva Batarda Fernandes. Dichaetanthera rhodesiensis ingår i släktet Dichaetanthera och familjen Melastomataceae. Inga underarter finns listade i Catalogue of Life.